# Мустанг

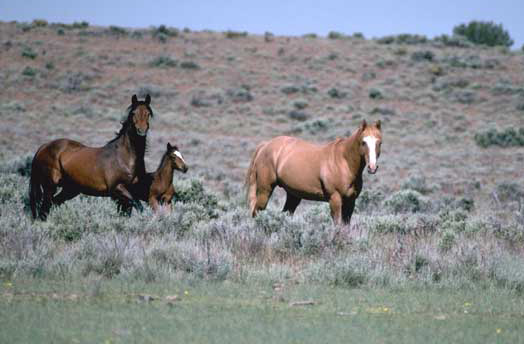
Мустанги

Мустанг — напівдикий кінь американських прерій, один із численних прикладів здичавілих коней.

## Особливості
Мустанги утворюють невеликі стада, що специфічно для коней мають назву табун. Табуни складаються або із жеребця і його гарему, що налічує від 2 до 18 кобил, або з сімей молодих коней, або вільно-кочуючих невеличких холостяцьких груп.
Стада-табуни — посилюють безпеку від хижаків, формують навички спілкування та взаємного догляду всередині групи. Велике значення це мало раніше, коли небезпека нападу існувала з боку вовків, койотів та пум, що проживали в більших кількостях на тих же територіях. Табун займає певну місцину, охороняє її і весь час проводить в пошуках їжі, води та зони відпочинку.

Зовнішній вигляд мустанга
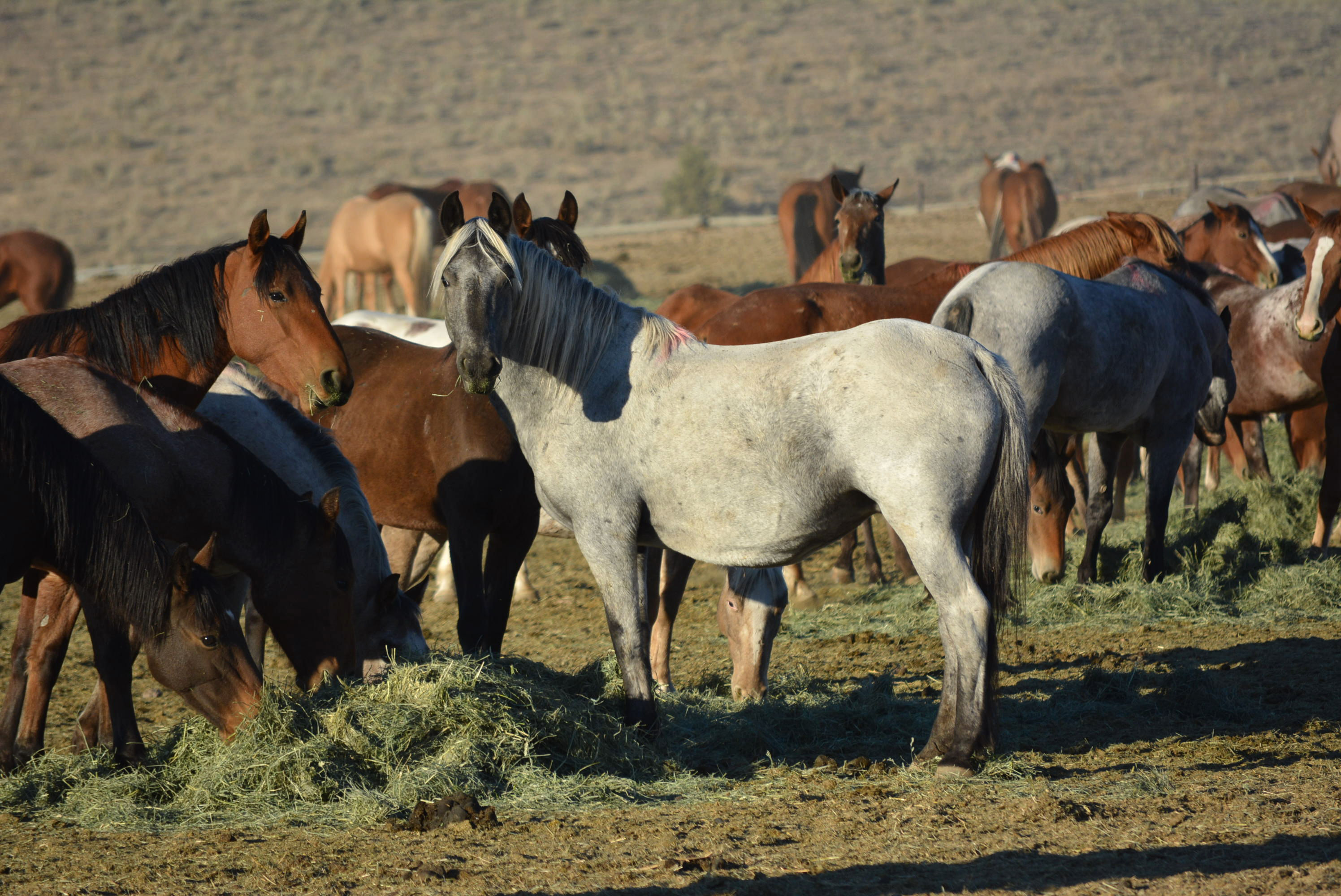
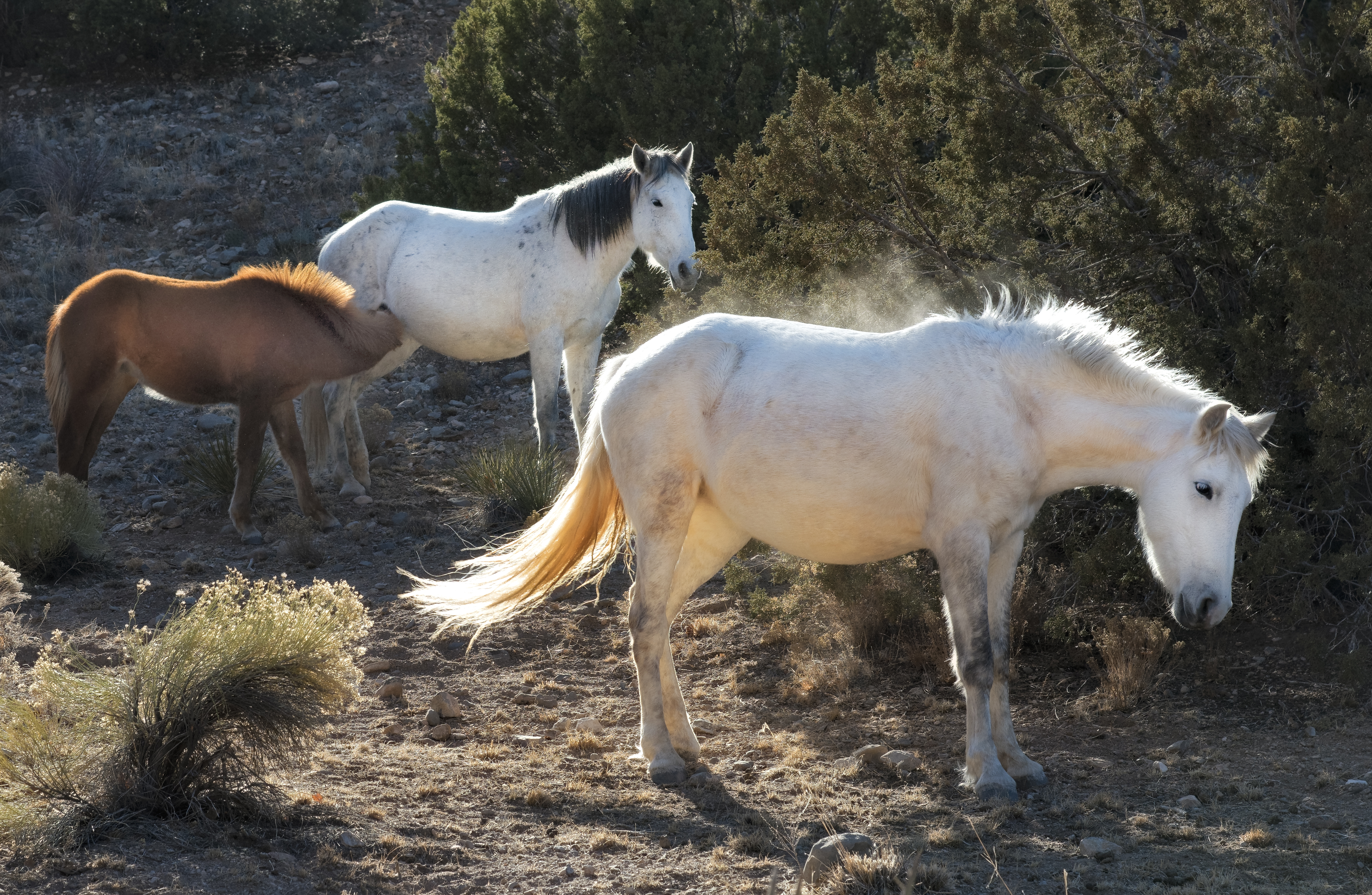
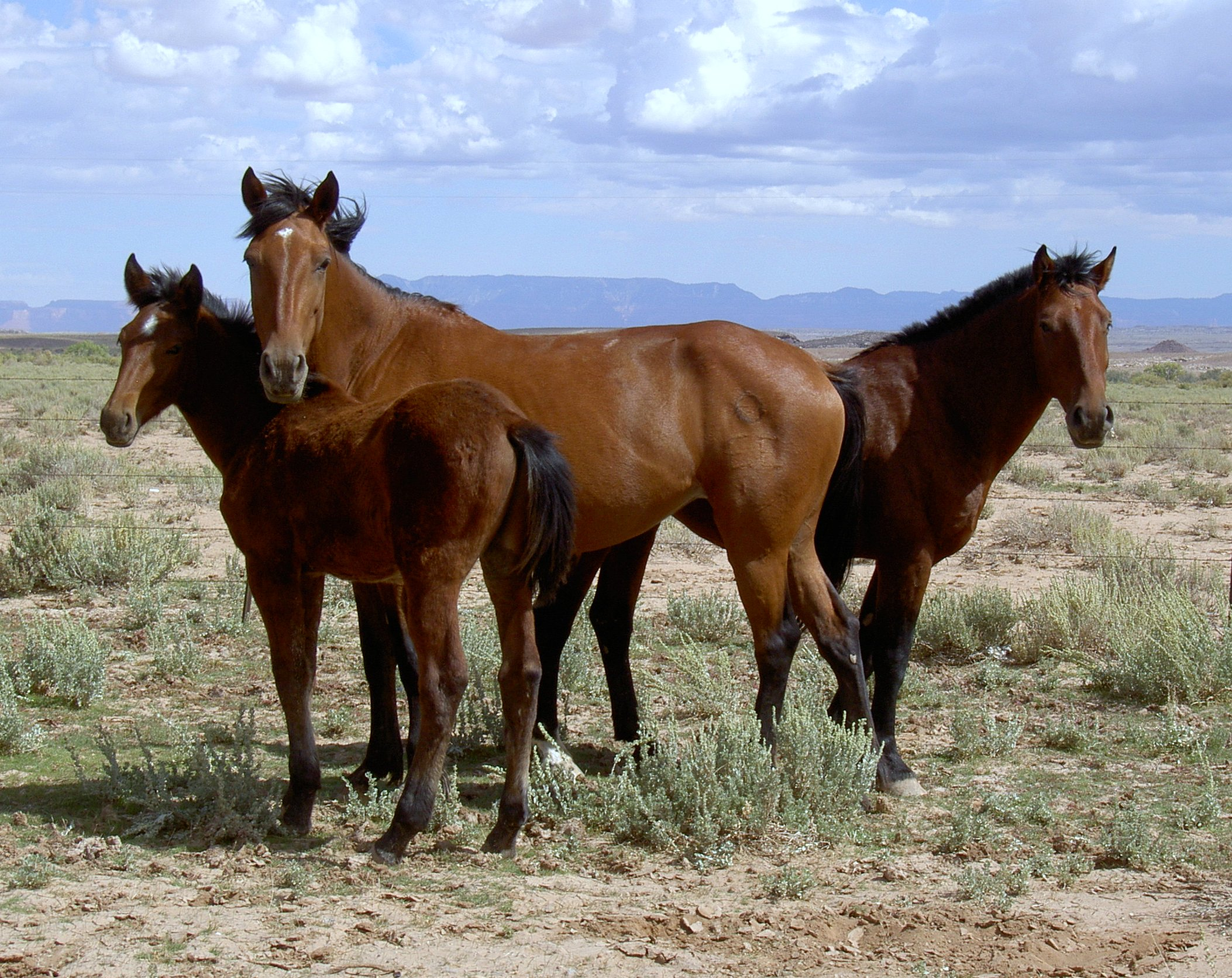
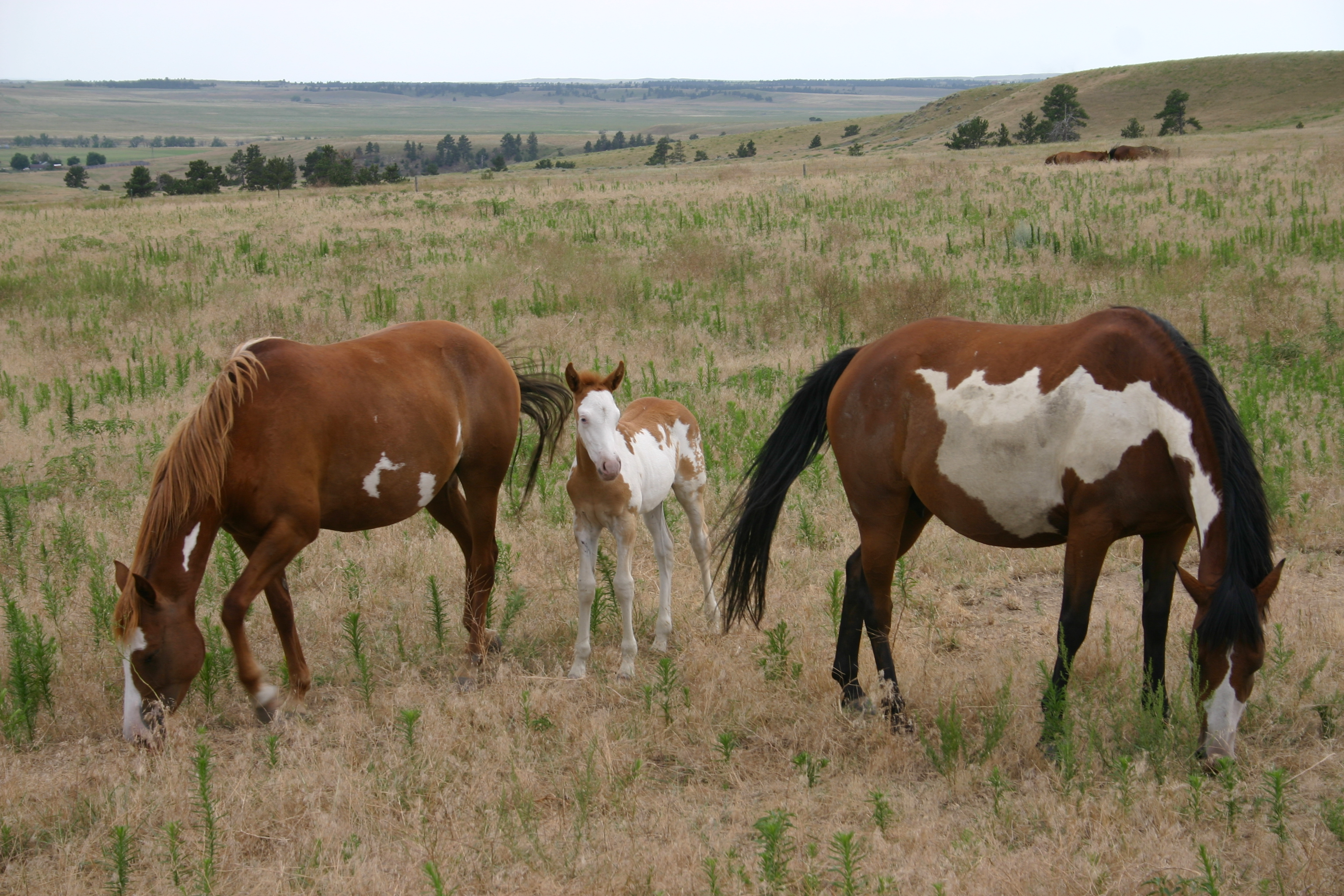
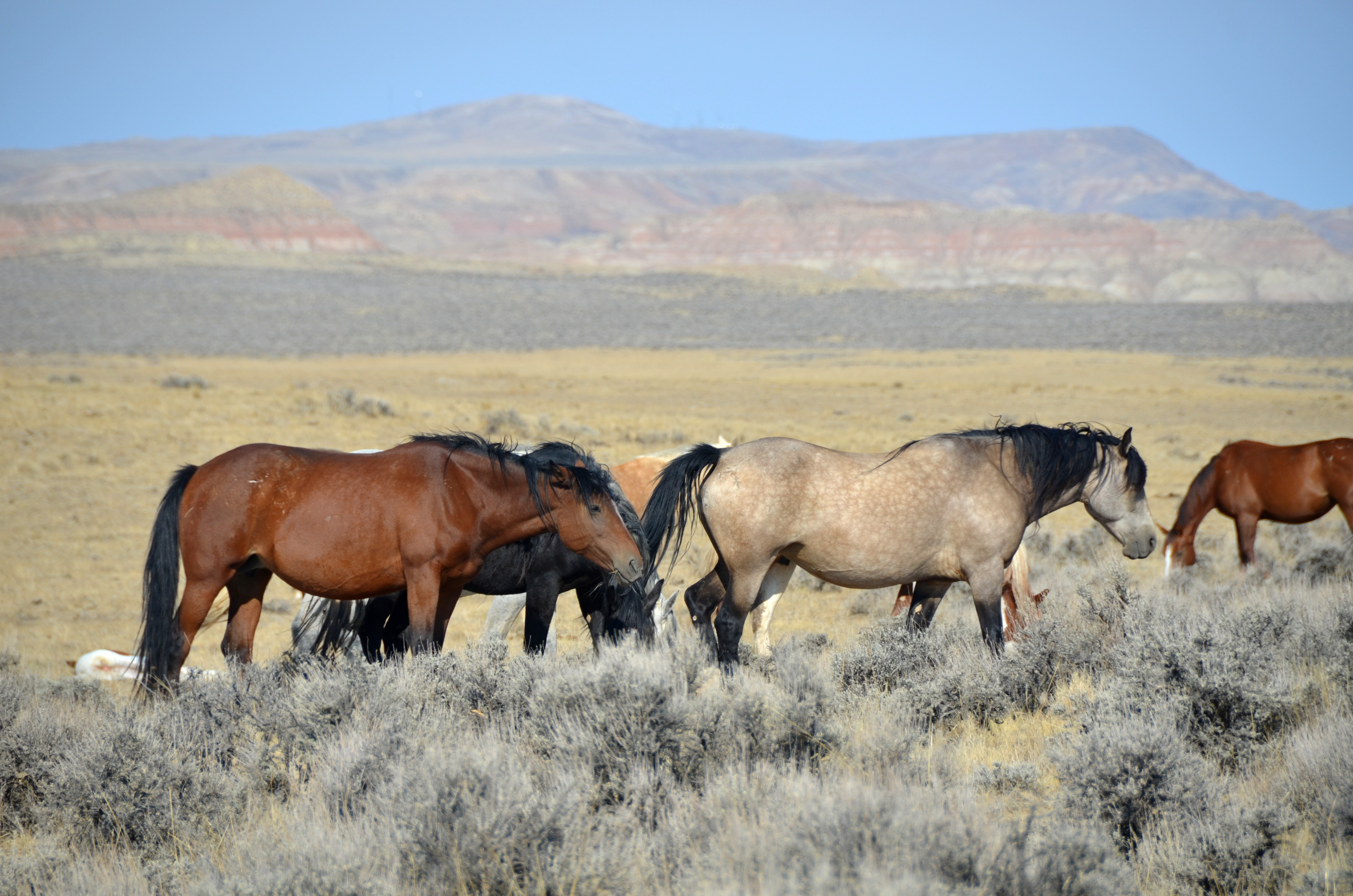
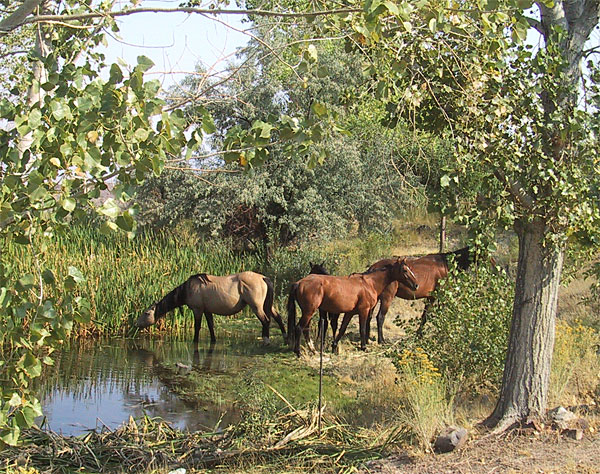
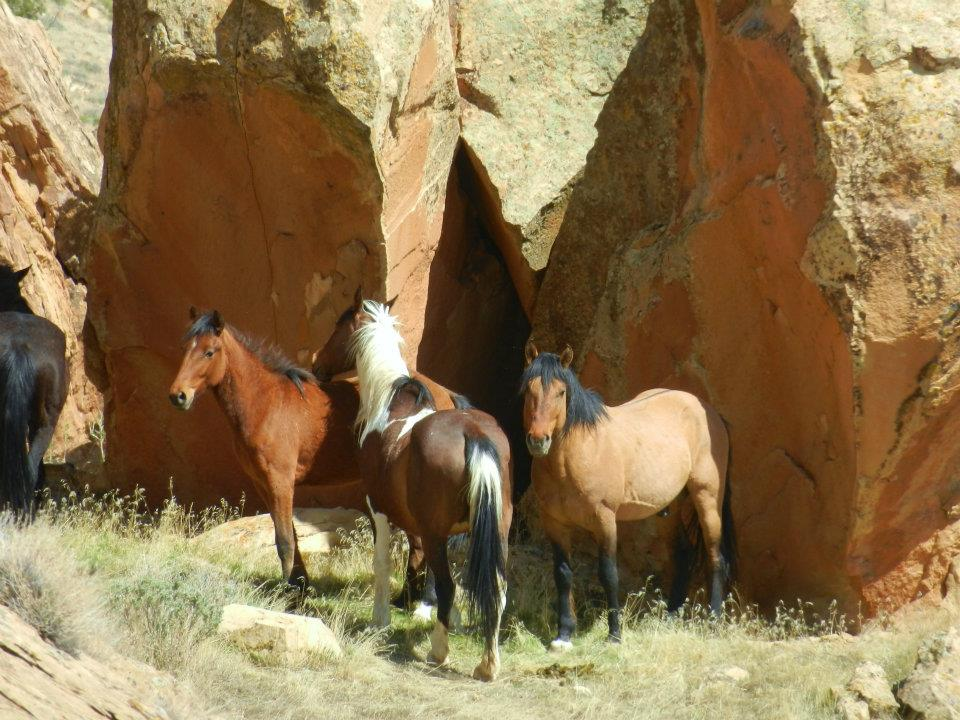
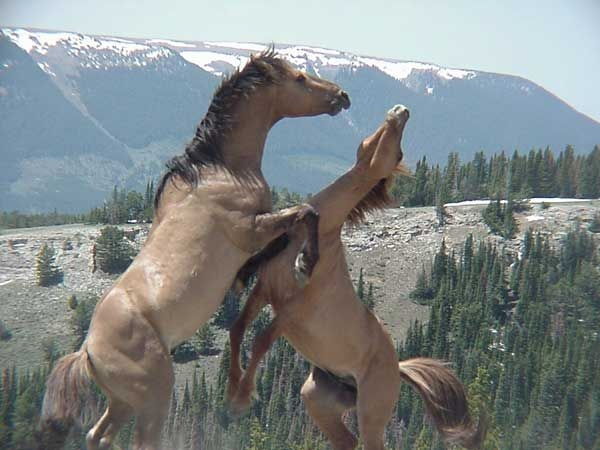
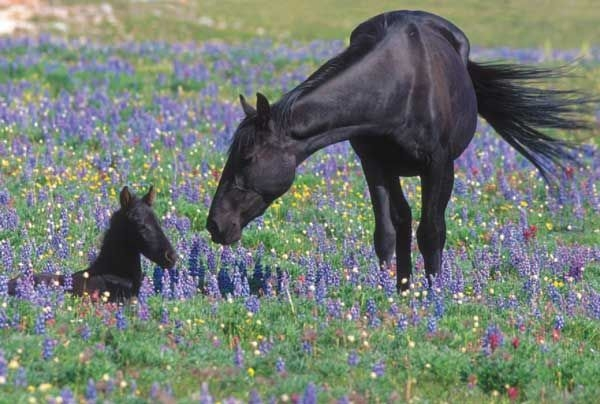

## Історія

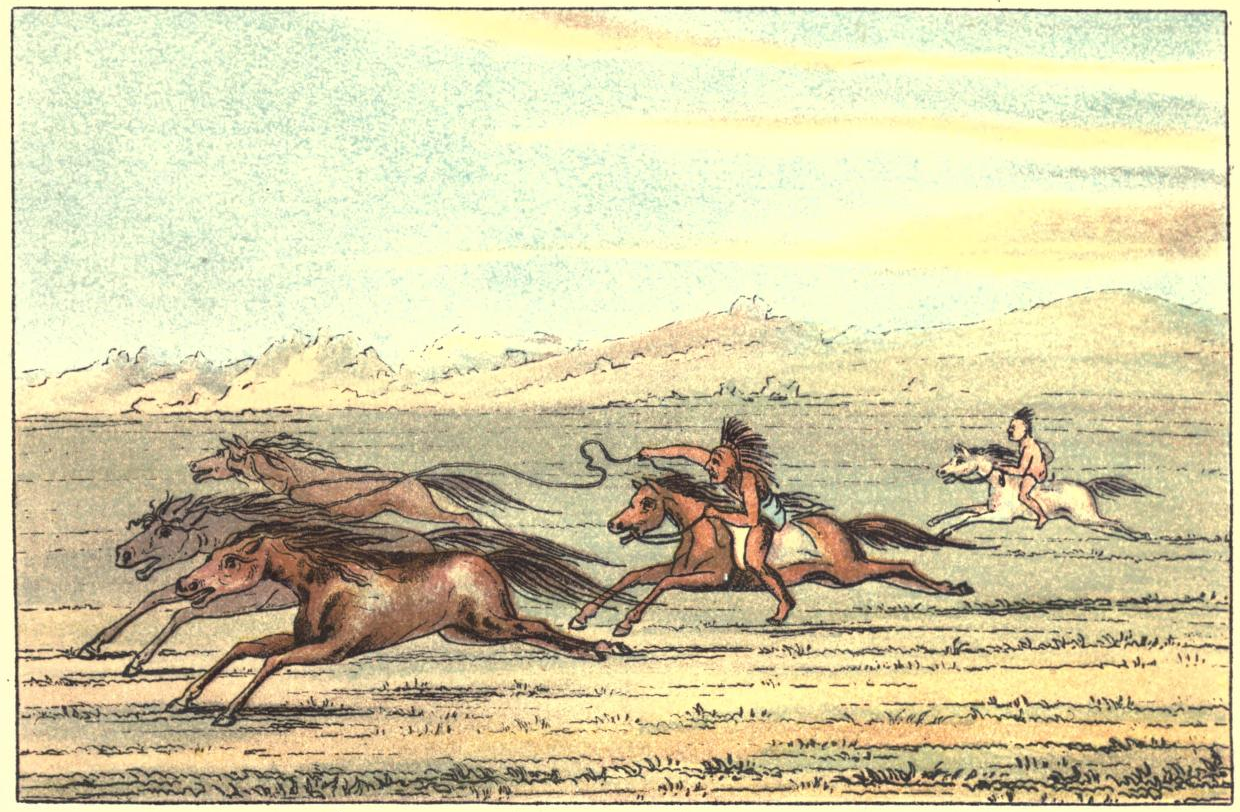
Команчі захоплюють диких коней ласом

Назва мустанга походить від іспанського слова «mesteno» — «без хазяїна». Вони належать «la mesta» — всім і нікому.
Мустанги були верховими кіньми індіанців. Різні племена індіанців обирали тварин різної масті. Індіанці племені шейєнів вважали, наприклад, мустангів із плямами на голові священними тваринами із магічними властивостями, здатними забезпечити перемогу в бою. Їх називали талісманами.
Предками мустангів були здичавілі коні іспанських завойовників в Америці. Вони були завезені сюди у XVI столітті. Частина з них втекла на свободу і пристосувалась до життя в преріях.

## У мистецтві
Одним із найвідоміших творів у мистецтві про коня є оповідання «Мустанг-іноходець» Ернеста Сетона-Томпсона.